# Neolithobius latzelii
Neolithobius latzelii är en mångfotingart som först beskrevs av Frederik Vilhelm August Meinert 1885.  Neolithobius latzelii ingår i släktet Neolithobius och familjen stenkrypare. Inga underarter finns listade i Catalogue of Life.